# Liz Van Deuq
Vanessa Dequiedt, dite Liz Van Deuq, est une auteure-compositrice, pianiste et chanteuse française née en 1983 à Decize (Nièvre).

## Biographie
Liz Van Deuq est née dans la Nièvre en 1983 de parents agriculteurs. Elle a suivi une formation en musicologie ainsi qu'en chant lyrique. Elle a commencé sa carrière professionnelle en tant que programmatrice radio au sein d'une radio associative puis d'une radio régionale.
Basée à Orléans, en 2008, elle commence sa carrière de chanteuse sous le nom de Liz Van Deuq.
En janvier 2014, elle sort son premier album "Anna Liz". En avril 2014, elle fait partie des 14 finalistes du  Radio Crochet France Inter sur 5 000 candidats. En novembre 2014, elle est finaliste primée aux Rencontres Matthieu Côte (Cébazat 33).
En février 2015 elle est sélectionnée aux Inouïs du Printemps de Bourges. En 2015, elle obtint le  prix du Jury Georges Moustaki. En mars 2015, elles obtint le 2e prix Le Mans Cité Chanson 2015. En avril 2015, elle obtint le Prix de l'album auto-produit de l'UNAC-SACEM. Durant l'été 2015 elle effectue une tournée au Québec et au Canada avec les "Rencontres qui Chantent". 
En août 2016 elle a participé au festival de Barjac. En octobre 2016, elle produit un nouvel EP Piano-Voix "Musique de Chambre". 
Entre 2009 et 2013, elle a effectué les premières parties des concerts de Cali, Emily Loizeau, Carmen Maria Véga, Diane Tell, Romain Didier, Anne Sylvestre, Presque Oui. . En 2018, première partie de Nolwenn Leroy , Cœur de pirate. En 2019, Pomme. Elle a effectué aujourd'hui plus de 300 concerts.  
Liz Van Deuq propose des concerts en formation piano solo, duo ou trio (piano, violoncelle, guitare).     

## Discographie
Janvier 2014 1er album "Anna-Liz" Enregistré avec 9 musiciens au studio Nyima à Orléans avec Térence Briand (Giedré, As de Trèfle, Rokia Traoré) Il est distribué par « L’Autre Distribution ».
Production Liz et Compagnie
1. Des rides
2. Au conservatoire
3. 15 ans de boite
4. Anna liz
5. Chanson qui parle
6. Wie Melodien Zieht
7. Mon île
8. Beaux joujoux
9. Marie Madeleine
10. Je suis une artiste
11. Nevers With an S

Juillet 2015 "Mélodie et Poupon" mélodies pour bébé Musiques : Liz Van Deuq Illustration : Lydie Baron Distribution : Liz et Compagnie
1. Hochet d’Or
2. Tranquillement
3. Chanson qui cloche
4. Supporter le ballon
5. Tata Liz
6. Colas au théâtre
7. Joujoux
8. Ton îlot
9. Nevers, avec des oiseaux
10. Je suis un petit Clown
11. Mamoury
12. Marie-la-belle
13. Déride
14. Au jardin musical
15. Année de boîte à musique
16. Nini du balai
17. L’issue du début

Octobre 2016 sortie d'un EP 6 titres " Musique de Chambre" Voix et piano, paroles et musiques : Liz Van Deuq Prise de son, mixage et mastering : Térence Briand – Studio Nyima (Orléans)
Enregistré en conditions de concert piano-voix simultanée sur piano Pétrof  Photographie / Artwork : Stéphane Merveille Production : Liz et Compagnie
Opération bénéficiant du concours du Pôle Régional Chanson, porté par la Région Centre Val de Loire
1. Éteinte
2. Cinq
3. Mamour
4. T'es comme le vent
5. Des rides
6. L'issue

Octobre 2018 sortie 2ème album "Vanités" Écrit et composé par Liz Van Deuq. Enregistré en 2018. Production : label Néômme / Liz et Compagnie Au Studio Ougga-Mougga (69), réalisation JMZ Niko Sarro. Distribué nationalement par L’Autre Distribution. Visuel : Bruno Cariou 
1. Du léger clip
2. Le wifi ou Dieu
3. Tranquille
4. Le cœur est un muscle
5. Les banlieues pavillonnaires
6. Le béguin
7. Disque dort
8. Mais dis-moi
9. Des étoiles en québécois
10. Stuck
11. Supporter
12. Le bruit qui court

## Récompenses
- Prix du jury Georges Moustaki 2015[2]
- Grand Prix de l’UNAC de l'autoproduction 2015 avec la participation de la Commission de l’Aide à l’Autoproduction Phonographique de la SACEM [3]
- Deuxième prix "Le Mans Cité Chanson 2015"